# The Honor of the Mounted (film 1914)
The Honor of the Mounted è un cortometraggio muto del 1914 diretto da Allan Dwan.

## Produzione
Il film fu prodotto dall'Universal Film Manufacturing Company. Venne girato a Mt. Lowe, in California.

## Distribuzione
Distribuito dall'Universal Film Manufacturing Company, il film - un cortometraggio in due bobine - uscì nelle sale cinematografiche USA il 17 febbraio 1914.
Non si conoscono copie ancora esistenti della pellicola che viene considerata presumibilmente perduta.